# Las vírgenes locas
Las vírgenes locas es una película de drama mexicana de 1972 dirigida por Rogelio A. González y protagonizada por Rosario Granados, Carmen Montejo y Ofelia Guilmáin. 

## Argumento
Cipriano Altamira (Enrique Lizalde), un hombre sin escrúpulos, vividor y jugador, visita un pueblo ubicado en alguna región del Bajío, en México. Mientras juega en una cantina, Cipriano escucha la historia de las Señoritas Guardiola, tres hermanas solteronas de edad madura que habitan la casona más grande del pueblo, misma que está rodeada de fértiles y productivas tierras, pero que tienen abandonadas y viven de manera miserable y austera. Todo el pueblo las desprecia por los aires de superioridad con que las mujeres se mueven cuando salen de su casona. Cipriano se interesa en su historia, más aún cuando ve a las tres hermanas pasar afuera de la cantina.
Las tres hermanas Guardiola son Teresa (Ofelia Guilmáin), Elena (Carmen Montejo) y Luz (Rosario Granados). Las tres tienen personalidades diferentes. Teresa es la mayor, una mujer amargada que mantiene sometidas a sus hermanas, a las que maneja a su antojo con mano dura. Teresa desprecia a los hombres, incluyendo a su propio padre, muerto hace varios años al igual que su madre. Sin embargo, Teresa también esconde un peculiar pasatiempo: coleccionar fotos de hombres semi-desnudos, mismas que venera con una mezcla de devoción y lujuria en su habitación. Elena es la que se hace cargo de la comida y las tareas domésticas. Es una mujer dulce y amable, pero de débil carácter, que sueña con la llegada de un hombre a su vida. Por su parte, Luz, es la más perturbada de las tres hermanas, pues a pesar de su madurez, se comporta y viste como una niña pequeña. Luz tiene un pasatiempo macabro: colecciona cráneos humanos, mismos que le son regalados por el repugnante Eligio (Enrique del Castillo), el guardián del cementerio, a cambio de "ciertos favores". Teresa tiene sometidas a sus hermanas de diversas maneras. Ella misma se jacta de ahuyentarle a Elena todos los pretendientes que ha tenido en su vida. También tortura a Luz acusándola de la muerte de su madre (que murió de un ataque cardíaco). La vasta propiedad de las hermanas está dividida en tres según la voluntad de su fallecido padre: Teresa es dueña de las tierras altas, Luz de las tierras bajas y Elena de la gran casona. Teresa tiene en su poder las escrituras de las propiedades y se niega a entregarlas a sus hermanas, sobre todo a Elena, quién desea vender la casa para marcharse a conocer el mundo.
Una tarde que las tres hermanas asisten a escuchar misa en la iglesia del pueblo, Cipriano se presenta ante ellas con la supuesta intención de comprarles sus tierras. Teresa le trata con desprecio y le dice que sus propiedades no están a la venta. El hombre aprovecha para coquetear con Elena, quién de inmediato cae ante sus galanteos. Luz a pesar de su actitud infantil, también se siente fascinada por Cipriano, de quién dice "es hermoso".
Cipriano se presenta en las tierras de las tres hermanas Guardiola y finge un accidente a caballo dentro de su propiedad. Elena y Luz acuden a auxiliarle. Teresa admite que el hombre se quede en la casa recuperándose de su supuesta lesión a cambio de dinero. Elena y Luz colman de atenciones a Cipriano y este aprovecha para envolver a Elena. Mientras que Elena lleva a Cipriano a dar un recorrido por sus tierras, cae fácilmente ante los galanteos de este, quién la besa y le ofrece matrimonio. Cipriano la envuelve para conseguir las escrituras de su casa, comprometiéndose a venderlas y luego partir juntos. Solo hay un problema: Teresa, quién se niega e entregar a Elena las escrituras de la casa. Todo esto ocurre mientras Luz les espía "inocentemente" a lo lejos.
Esa misma noche, Cipriano decide enfrentar a Teresa, quién sorprende a todos al abandonar su lúgubre vestimenta y apareciendo con un vestido escotado y en actitud provocativa. Cipriano entiende que Teresa también es una presa fácil y decide seducirla. Pero su galanteo es interrumpido por la celosa Elena. Cipriano engaña a Elena diciéndole que todo es una trampa para quitarle a Teresa las escrituras de la casa y los terrenos de Luz. Al día siguiente, Teresa y Cipriano retoman su conversación y Teresa cae seducida. Ella y Cipriano se citan en una casucha ubicada en las tierras de Teresa. Allí ambos sostienen relaciones, y Cipriano fascina a Teresa al posar como las fotos de los hombres desnudos que ella colecciona. Cipriano la engaña y le dice que entregue las escrituras de sus terrenos a Elena y a Luz para que ambas se vayan y ellos se queden juntos en la propiedad, haciéndola producir y amasar una gran fortuna. Ellos no se percatan que Luz ha estado espiándoles.
Al día siguiente, Teresa le entrega sus hermanas sus escrituras y les piden que se vayan cuanto antes. Elena decide mostrar sus escrituras a Cipriano, pero Luz toma las suyas y echa a correr a esconderlas. Cipriano convence a Elena que firme las escrituras y le dice que partirán juntos al día siguiente. Luz aparece y trata de chantajear a Cipriano para entregarle sus escrituras. Cuando Cipriano y Luz se quedan solos, este logra convencerla de que al día siguiente le entregue sus escrituras en la casucha del bosque a cambio de "un regalo".
Al día siguiente, Cipriano se cita con Teresa en la casucha y esta cae ante sus engaños y también le entrega y le firma sus escrituras. Cuando Teresa parte, aparece Luz. Luz le entrega y firma sus escrituras a Cipriano a cambio de que este "se regale" a ella. Cipriano cree que Luz le hace insinuaciones sexuales y accede a su petición. Pero luz se pone a divagar. Le dice a Cipriano que "es hermoso como su padre" y deja entrever un posible abuso de su padre contra ella (de allí el odio de Teresa hacia los hombres al referirse a ellos como "animales"). Cipriano se queda dormido y no se percata que Luz saca de su canasta un machete. Lo que Luz desea no es su cuerpo, sino su cabeza, para agregarla a su macabra colección de cráneos. La escena deja entrever que probablemente Luz mató a su padre de la misma manera, y esto provocó la muerte de su madre de un ataque al corazón.
Mientras, Elena tiene listas sus maletas y se prepara para partir. Ella se encuentra con Teresa y le dice que ella y Luz partirán con Cipriano. Teresa enfurece y la desmiente, diciéndole que Cipriano se quedará con ella. Mientras ambas discuten, Luz aparece cantando. Elena y Teresa quedan horrorizadas al ver sangre escurrir de la canasta de Luz y comprenden su macabro crimen.

## Reparto
- Rosario Granados ... Luz Guardiola
- Ofelia Guilmáin... Teresa Guardiola
- Carmen Montejo... Elena Guardiola
- Enrique Lizalde ... Cipriano Altamira
- Enrique del Castillo ... Eligio

## Comentarios
El argumento original de la película, de inspiración de Myriam Salinas, bien pareciera provenir de la nota roja, de algún hecho sangriento en la provincia mexicana.
El film costumbrista se traspasa al terror, a lo cruento. El cuento negro pasa a rojo en una provincia que encierra locuras, sediciones, infidelidades, ambiciones. Las represiones trasminan en el aislamiento. La música de Carlos Jiménez Mabarak administra el misterio. Excepto el Doña Blanca que Luz canta de forma incesante y chocante, no hay canciones, ni en la cantina, ni en la calle.
Las actrices y sus caracterizaciones encuadran en sus perturbaciones y sigilos. La dureza y perversión en Teresa (Ofelia Guilmáin), la disfrazada niñez inquietante en Luz (Rosario Granados), lo simplón y el noviciado en Elena (Carmen Montejo). Enrique Lizalde despeja el remedo de timador a la caza de palomas.
La película fue filmada en 1970 en San Juan del Río, Querétaro.